# Alberti (município)
Alberti é um partido (município) da província de Buenos Aires, na Argentina.

## Localidades
- Achupallas: 112 habitantes
- Alberti: 7.493 habitantes
- Coronel Mom: 857 habitantes
- Coronel Segui: 148 habitantes
- Mechita: 438 habitantes
- Pla: 237 habitantes
- Villa Maria: 21 habitantes
- Baudrix
- Emita
- Larrea
- Palantelen
- Presidente Quintana

(INDEC 2.001)